# Вилхелм Лудвиг (Вюртемберг)
Вилхелм Лудвиг (на немски: Wilhelm Ludwig; * 7 януари 1647, Щутгарт, † 23 юни 1677, Хирзау) е от 1674 до 1677 г. деветият херцог на Вюртемберг.

## Живот
Той е деветото дете на херцог Еберхард III фон Вюртемберг (1614 – 1674) и първата му съпруга Анна Катарина Доротея фон Залм-Кирбург (1614 – 1655).
Вилхелм Лудвиг се жени на 6 ноември 1673 г. в Дармщат за принцеса Магдалена Сибила (1652 – 1712), дъщеря на ландграф Лудвиг VI фон Хесен-Дармщат.
Той умира на 30 години внезапно в дворец Хирзау. Неговата 25-годишна вдовица Магдалена Сибила поема регентсвото на Вюртемберг от 1677 г., докато нейният син Еберхард Лудвиг на 16 години поема престола през 1693 г.

## Деца
- Елеонора Доротея (* 1674, † 1683)
- Еберхардиня Луиза (* 1675, † 1707)
- Еберхард Лудвиг (1676 – 1733), херцог на Вюртемберг
- Магдалена Вилхелмина (* 7 ноември 1677, † 30 октомври 1742), омъжена за Карл III Вилхелм (1679 – 1738), маркграф на Баден-Дурлах